# Patricia Waerniers
Patricia Waerniers (Brugge, 23 oktober 1971) is schepen te Beernem en algemeen directeur van het Lodewijk College in Terneuzen.

## Biografie
Patricia Waerniers is de dochter van Jérôme Waerniers en Marie-Louise Brysse. Haar vader is gewezen schepen in Beernem.
Patricia volgde lager onderwijs in de vrije basisschool van Sint-Joris (Beernem) en middelbaar onderwijs in het Lyceum Hemelsdaele in Brugge, waar ze Latijn Wetenschappen volgde. Ze behaalde aan de Katholieke Universiteit Leuven haar master in de lichamelijke opvoeding en de bewegingswetenschappen en de postgraduaat in sport- en recreatiemanagement. Ze volgde er ook de aggregaatopleiding.
Haar man stierf in 2006 in een verkeersongeval. Ze hadden samen twee kinderen. In 2009 kreeg ze een derde kind met haar toenmalige partner.

## Carrière
Van 1996 tot 2003 was ze docent en coördinator kwaliteitszorg en internationalisering. In 2003 werd Waerniers aangesteld als departementsdirecteur van de lerarenopleiding van de campus Tielt van Katholieke Hogeschool Zuid-West-Vlaanderen (KATHO). Na de fusie tussen KATHO en KHBO in 2013 werd ze aangesteld als directeur onderwijsbeleid in Katholieke Hogeschool VIVES. Waerniers is sinds 2024 algemeen directeur van het Lodewijk College in Terneuzen.

## Politiek

### Verkiezingen

#### Vlaamse verkiezingen 2004
Waerniers stond in 2004 voor de Vlaamse verkiezingen op de kartellijst CD&V-N-VA, hierbij haalde ze 10135 stemmen.

#### Gemeenteraadsverkiezingen 2006
In 2006 ging ze in de gemeentepolitiek onder de partij CD&V en volgde zo haar vader op. Na de verkiezingen van 2006 werd ze schepen van openbare werken, groendienst, begraafbeleid, erfgoed en feestelijkheden in Beernem met meer dan 1390 stemmen, dit was de meeste stemmen voor een vrouwelijke kandidaat in Beernem.

#### Gemeenteraadsverkiezingen 2012
Haar resultaat uit 2006 leverde haar echter geen 2de plaats op, op de CD&V-lijst voor de verkiezingen van 2012. Hierdoor ruilde Waerniers CD&V in voor BRON als een onafhankelijk, christendemocrate kandidate. Ze behaalde 1568 stemmen, geen enkele kandidaat deed beter. Door coalitievorming tussen CD&V en N-VA werd ze echter geen burgemeester of schepen.

#### Gemeenteraadsverkiezingen 2018
Bij de gemeenteraadsverkiezingen van 2018 keerde Waerniers terug naar CD&V waarbij ze 1504 stemmen behaalde. Ze werd schepen met als functies: financiën, sport, cultuur, bibliotheek, kermissen, erfgoedbeleid en begraafbeleid.

#### Gemeenteraadsverkiezingen 2024
Bij de gemeenteraadsverkiezingen van 2024 werd Waerniers voor de derde maal op rij de vrouw met de meeste stemmen in Beernem. Ze is schepen bevoegd voor: voor vrije tijd (cultuur, jeugd en sport), bibliotheek, erfgoedbeleid, toerisme en landinrichting.